# Parachondrostoma turiense
Parachondrostoma turiense är en fiskart som först beskrevs av Elvira, 1987.  Parachondrostoma turiense ingår i släktet Parachondrostoma och familjen karpfiskar. IUCN kategoriserar arten globalt som starkt hotad. Inga underarter finns listade i Catalogue of Life.